# Thierry Grandet
Thierry Grandet, né le 18 septembre 1974, est un joueur de pétanque français.

## Clubs
- ?-2003 : Boule Canéjanaise (Gironde)
- 2004-? : AP La Ferrade Bègles (Gironde)
- ?-? : Boule d'Or de Castillon-la-Bataille (Gironde)
- ?-2012 : Joyeux Cochonnet Cournonnais (Puy-de-Dôme)
- 2013-2014 : Pétanque Plauzatoise (Puy-de-Dôme)
- 2015 : Entente Pétanque Libourne (Gironde)
- 2016-? : Boules Arcachon (Gironde)
- ?-? : Villenave-d'Ornon (Gironde)
- ?-? : Burgigala pétanque (Gironde)
- ?- : Boule Moulietsoise (Gironde)

## Palmarès[1],[2],[3],[4]

### Séniors

#### Championnats du Monde
Champion du monde
- Triplette 2007 (avec Henri Lacroix, Bruno Le Boursicaud et Philippe Suchaud) :  Équipe de France
- Triplette 2008 (avec Henri Lacroix, Bruno Le Boursicaud et Philippe Suchaud) :  Équipe de France
- Triplette 2010 (avec Henri Lacroix, Bruno Le Boursicaud et Philippe Suchaud) :  Équipe de France

#### Coupe des Confédérations
Vainqueur
- Triplette 2013 (avec Jean-Michel Puccinelli et Romain Fournie) :  Équipe de France

Finaliste
- Triplette 2012 (avec Jean-Michel Puccinelli et Michel Loy) :  Équipe de France

#### Championnats d'Europe
Champion d'Europe
- Triplette 2009 (avec Henri Lacroix, Bruno Le Boursicaud et Philippe Suchaud) :  Équipe de France 2

#### Championnats de France
Champion de France
- Doublette mixte 2003 (avec Pascale Terrien) : Boule Canéjanaise
- Triplette 2004 (avec Didier Chagneau et Laurent Planton) : AP La Ferrade
- Triplette 2023 (avec Jean Feltain et Moïse Helfrick) : Boule Moulietsoise

#### Coupe de France des Clubs
Finaliste
- 2018 (avec Joël Cazeneuve, Johan Cazeneuve, Didier Chagneau, Fabienne Furlan, Jonathan Helfrick, Moïse Helfrick et Laurie Rambaud) : Burdigala pétanque

#### Masters de pétanque
Finaliste
- 2005 (avec Daniel Rizo, Didier Chagneau et Sylvain Pilewski) :  Équipe de France A'
- 2006 (avec Didier Chagneau, Sylvain Dubreuil et Karl Saulnier) :  Équipe de France A'

#### Mondial La Marseillaise
Vainqueur
- 2016 (avec Jean-Charles Dugeny et Didier Chagneau)

#### Millau

##### Mondial à pétanque de Millau (2003-2015)
Vainqueur
- Triplette 2012 (avec Raphaël Rypen et Eric Dasnias)

Finaliste
- Tête à Tête 2012 (contre Romain Fournie)

#### EuroPétanque de Nice
Vainqueur
- Triplette 2007 (avec Sylvain Dubreuil et Kévin Malbec)